# Marineland w Antibes

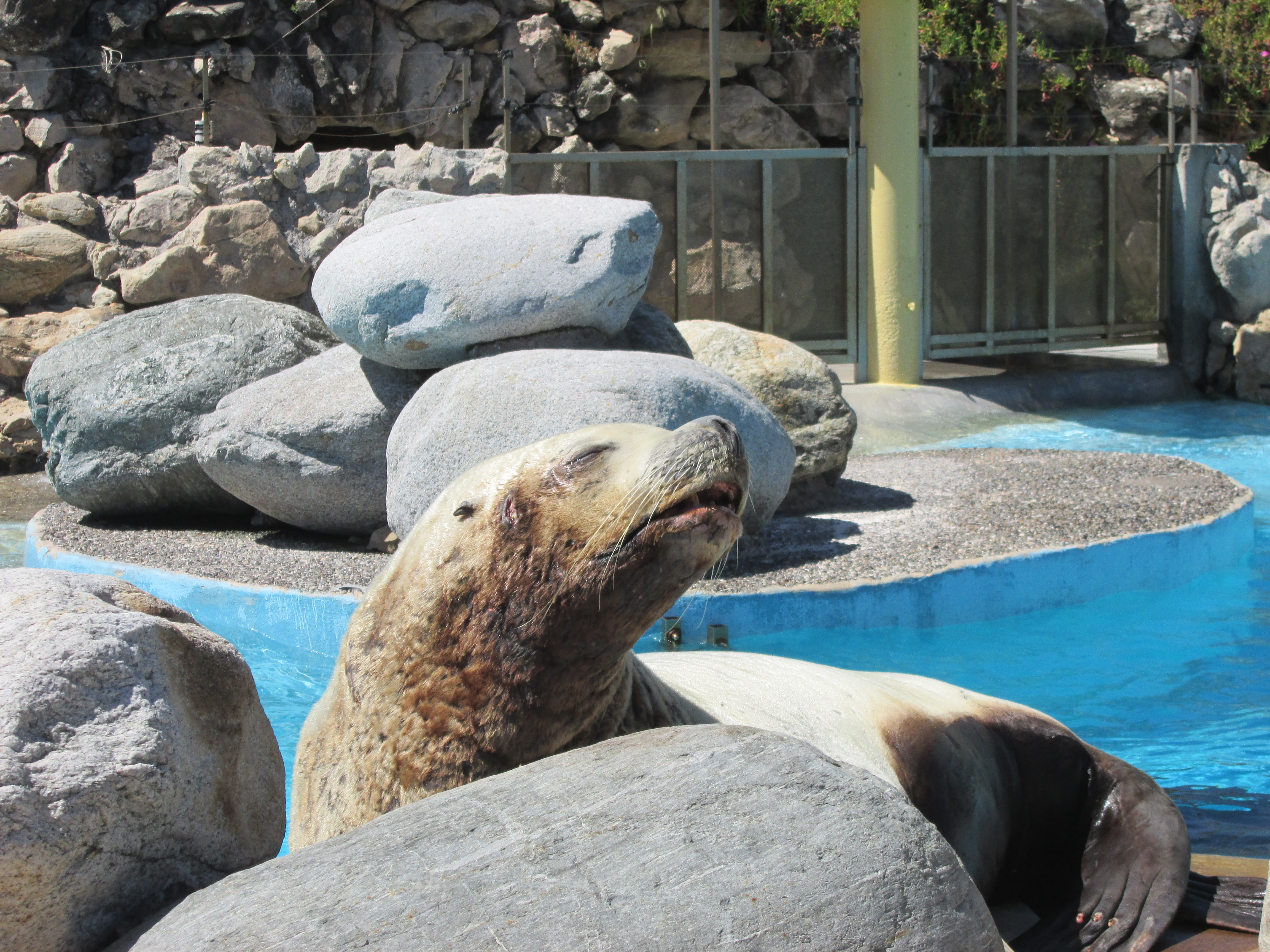
Uchatka grzywiasta

Marineland w Antibes – istniejący od 1970 rodzaj morskiego parku rozrywki we francuskiej miejscowości Antibes, w swoich założeniach zbliżony do morskiego ogrodu zoologicznego (m.in. niedźwiedzie polarne, lwy morskie). W skład kompleksu wchodzi między innymi delfinarium, antarktydarium (w tym pingwinarium), rekinarium, fokarium, morskie ptakarium (m.in. flemingi), ale także Muzeum Morskie im. admirała de la Poype de Vertrieux (znane częściej jako Muzeum Polype'a, Polype Museum). W kompleksie znajduje się także typowy obiekt akwarium. 